# Schlauchatmung
Als Schlauchatmung bezeichnet man im Bereich Kleben und Dosieren die Nachgiebigkeit eines für die Materialzufuhr von Fluiden (oder Gasen) eingesetzten Schlauches. Der Schlauch vergrößert unter Druck gesetzt geringfügig sein Innenvolumen und speichert Energie. In Abhängigkeit von Elastizität des eingesetzten Schlauchmaterials und der Schlauchlänge nimmt die Schlauchatmung zu.

## Nachteile
Die Schlauchatmung führt zu einer Druckabnahme durch Reibungsverluste (siehe hierzu Schlauch) und zu einer Verzögerung der Applikation am Materialausgang nach dem Öffnen der Materialzufuhr.

## Lösungsansatz
Heute wird dieser Effekt, neben der Beeinflussung der Viskosität von fluiden Medien durch Schervorgänge, durch spezielle Regelungstechnik, eine Förderstrommessung mit Hilfe eines Durchflussmessgerätes, beispielsweise einer Zahnradmesszelle, der Messung der Förderdruckes durch einen Drucksensor direkt vor dem Sprühkopf, sowie der Temperaturmessung (als Maß für die Viskosität des Klebstoffes) berücksichtigt. Der Volumenstrom wird durch Anpassung der Kolbengeschwindigkeit, die Viskosität wird durch Temperaturanpassung (z. B. Heizschläuche) mittels Regelalgorithmen während der Applikation geregelt.